# Nordermiele

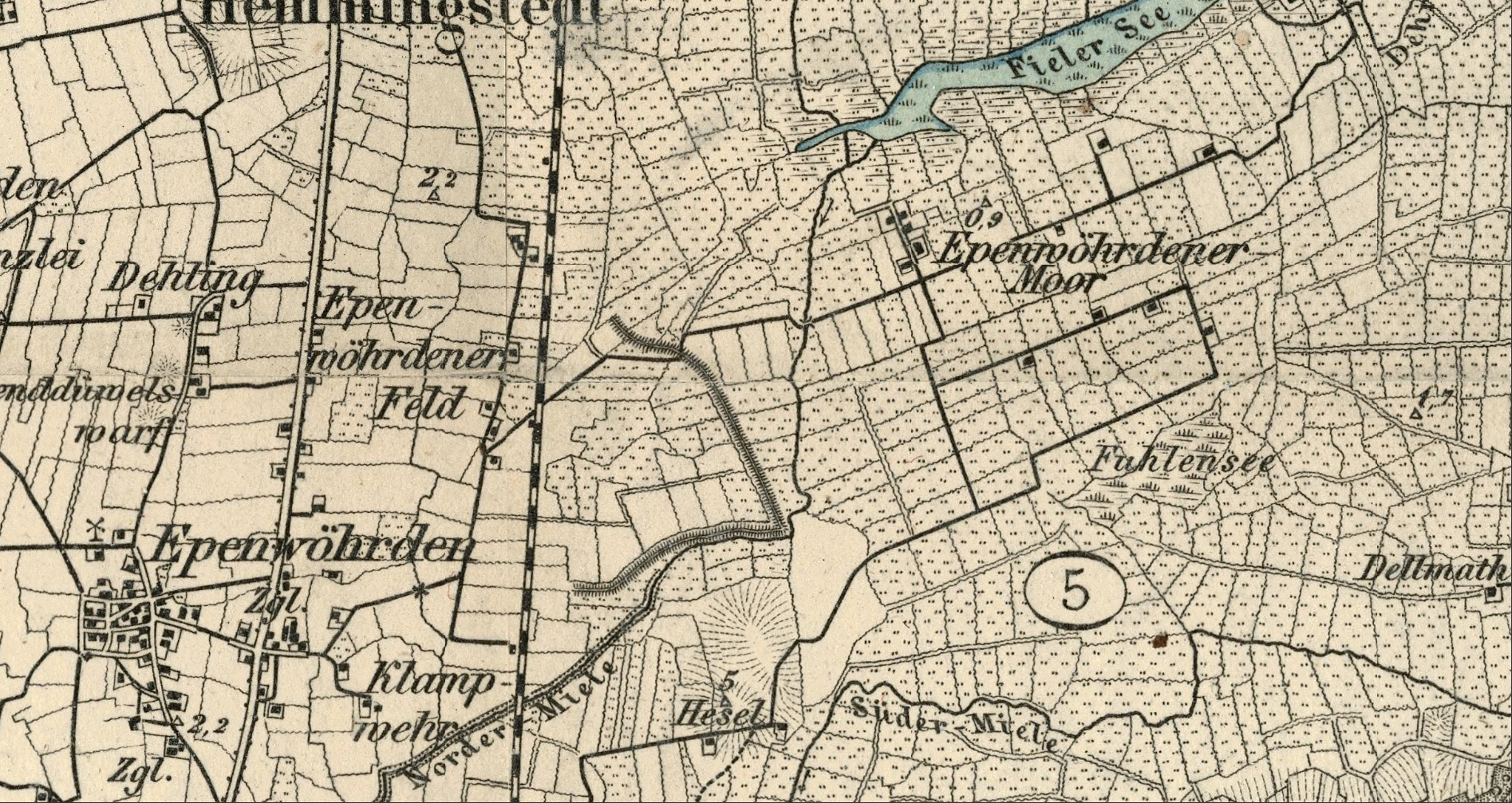
Nordermiele als Auslauf des Fieler Sees um 1893

Die Nordermiele ist ein Fluss in Dithmarschen. Vom Fließgewässertyp her handelt es sich um ein Marschengewässer. Der Lauf der Nordermiele beginnt mit dem Zusammenfluss der beiden Flüsse Landgraben und Dehringstrom im Naturschutzgebiet Ehemaliger Fieler See. und endet mit der Mündung in die Miele/Süderau in Meldorf, siehe auch Karte 1. Die Flusslänge beträgt 8,26 Kilometer. Der Fluss ist weitgehend begradigt und eingedeicht. Bis zur Trockenlegung des Fieler Sees war die Nordermiele der Auslauf des Fieler Sees, siehe Bild 1. 

## Ökologie
Die Nordermiele von der Mündung in die Miele/Süderau nach Norden bis zur Unterquerung der Bahnstrecke Hamburg-Altona–Westerland  gehören gemäß europäischer Wasserrahmenrichtlinie (WRRL) zum Wasserkörper „Miele / Südermiele / Süderau“ mit der Kennung DERW_DESH_MI_06_B. Er wird als  Gewässertyp „Gewässer der Marschen (LAWA-Typcode: 22.1)“ eingestuft und gilt nach § 28 Wasserhaushaltsgesetz (WHG) als „erheblich verändert“. Sein ökologisches Potenzial wird als „mäßig“ und sein chemischer Zustand als „nicht gut“ eingestuft. Letzterer wird damit begründet, dass die Grenzwerte der Umweltqualitätsnormen (UQN) bezüglich Bromierter Diphenylether (BDE), Quecksilber, Quecksilberverbindungen und dem Herbizid Dichlorprop überschritten werden.
Der östlich der Bahnstrecke Hamburg-Altona–Westerland gelegene Teil der Nordermiele ist Teil des Wasserkörpers Landgraben/Dunkerstrom mit der Kennung DERW_DESH_MI_02. Er gilt nach § 28 Wasserhaushaltsgesetz (WHG) ebenfalls als „erheblich verändert“. Sein ökologisches Potenzial wird als „mäßig“ und sein chemischer Zustand als „nicht gut“ eingestuft. Letzterer wird damit begründet, dass die Grenzwerte der Umweltqualitätsnormen (UQN) bezüglich Bromierter Diphenylether (BDE), Quecksilber, Quecksilberverbindungen und den Herbiziden Terbutryn und Nicosulfuron überschritten werden. Bis zum Jahre 2028 muss gemäß WRRL für alle Gewässer in der Europäischen Union ein „guter“ ökologischer und chemischer Zustand erreicht werden.